# La Penne-sur-Huveaune
La Penne-sur-Huveaune é uma comuna francesa na região administrativa da Provença-Alpes-Costa Azul, no departamento de Bouches-du-Rhône. Estende-se por uma área de 3,56 km². Em 2010 a comuna tinha 6 506 habitantes (densidade: 1 827,5 hab./km²).